# ماري بينيل
ماري بينيل (بالفرنسية: Marie Bunel)‏ (و. 1961  م) هي ممثلة مسرحية، وممثلة أفلام، ومؤدية، وممثلة  فرنسية، ولدت في شامبيني سور مارن.

## وصلات خارجية
- ماري بينيل في قاعدة بيانات الأفلام على الإنترنت
- ماري بينيل  على موقع أول موفي